# Hippolyte Visart de Bocarmé

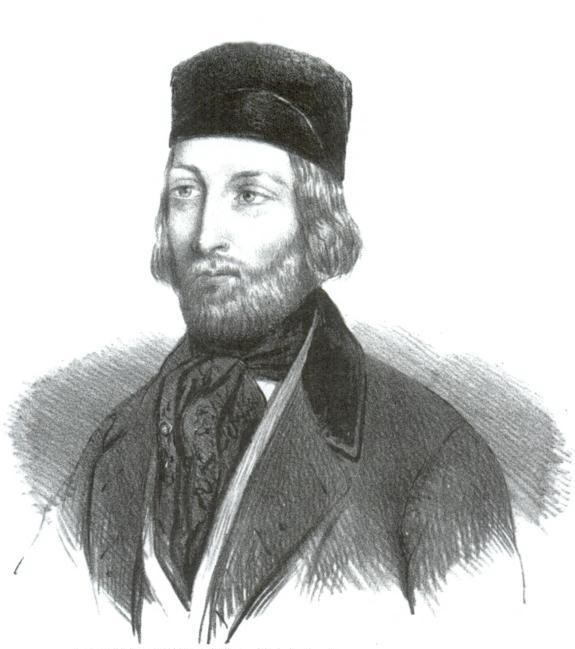
Hippolyte Visart de Bocarmé

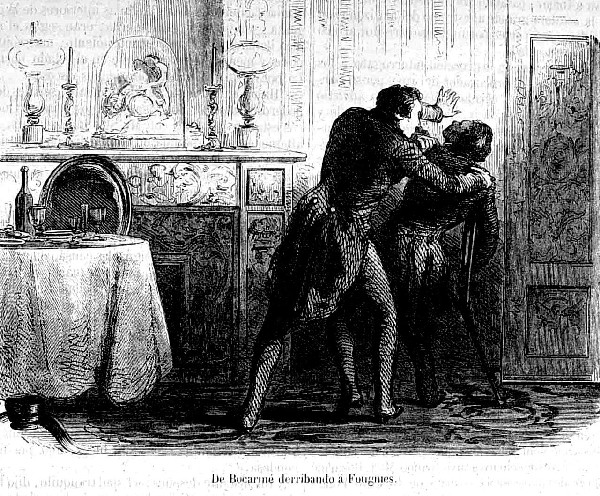
Mord an Gustave Fougnies

Alfred Julien Gabriel Gérard Hippolyte Visart de Bocarmé (* 1818; † 19. Juli 1851 in Mons) war ein belgischer Adliger und verurteilter Mörder. Bekannt wurde der von ihm begangene Giftmord vor allem dadurch, dass der Chemiker Jean Servais Stas bei der toxikologischen Untersuchung des Opfers Gustave Fougnies erstmals Nicotin als Gift in einem Mordfall nachgewiesen hat.

## Leben
Hippolyte Visart war der Sohn von Graf Julien Visart de Bocarmé (1787–1851) und Ida du Chasteler (1797–1873). Er wurde 1818 auf hoher See geboren, während seine Eltern nach Java reisten, wo sein Vater den Posten des Gouverneurs übernehmen sollte. Die Geburtsurkunde wurde dann auch erst 1819 in Weltevreden auf Java ausgestellt. Seine frühen Jahre verbrachte er in Java, bevor die Familie nach Europa zurückkehrte. Nachdem sein Vater 1830 seine Anstellung verloren hatte, siedelte er mit diesem nach Arkansas über, wo sein Vater als Trapper arbeitete. Nach der erneuten Rückkehr nach Belgien ließ sich Visart de Bocarmé im Schloss Bitremont nieder.
1843 heiratete er die bürgerliche Lydia Fougnies, Tochter eines vermögenden Händlers. Aus der Ehe gingen insgesamt vier Kinder hervor: Rodolphe (1844–1844), Robert (1845–1907), Mathilde (1848–1914) und Rose-Eugénie (1849–unbekannt).
Das Ehepaar war aufgrund seines pompösen Lebensstils trotz finanzieller Unterstützung durch Lydias Vater permanent in Geldnöten. Nach dem Tod von Lydias Vater erbte ihr Bruder Gustave Fougnies das gesamte Vermögen. Gustave Fougnies war chronisch kränklich und litt zudem an den Folgen einer schlecht verheilenden Fußamputation. Aufgrund des schlechten Gesundheitszustandes seines Schwagers rechnete Visart de Bocarmé mit dem baldigen Ableben des unverheirateten Mannes. Er hoffte, mit dem erwarteten Erbe endlich seine immensen Schulden begleichen zu können.
Als jedoch Fougnies im November 1850 seine Verlobung bekanntgab, sah Visart de Bocarmé seine Hoffnungen auf ein schnelles Erbe getäuscht. Er lud Fougnies am 20. November in sein Schloss ein, damit er während einer vorgeblichen Reise des Ehepaars nach Deutschland das Schloss hüten sollte. Während des gemeinsamen Essens, bei dem neben dem Gast nur Visart de Bocarmé und seine Frau anwesend waren, verstarb Fougnies, angeblich an den Folgen eines Schlaganfalls.
Am folgenden Tag traf Untersuchungsrichter Constant Heughebaert aus Tournai im Schloss ein, um Fougnies Tod zu untersuchen. Die Bediensteten des Schlosses berichteten ihm von Geräuschen, die auf einen Streit zwischen beiden Männern hindeuteten. Da sowohl Fougnies Gesicht als auch Visart de Bocarmés Hände die Spuren eines Kampfes zeigten und um den Mund des Verstorbenen eine Verätzung erkennbar war, wurden bald Zweifel an der Version des Ehepaares laut. Heughebaert ordnete die Verhaftung des Ehepaars und seine Überführung in das Gefängnis von Tournai an.
Der Chemiker Jean Servais Stas wurde beauftragt, Proben aus Magen und Darm der Leiche zu untersuchen, um die Todesursache festzustellen. Dieser entdeckte nach wochenlangen Experimenten, dass Alkaloide wie Nicotin – anders als sämtliche Bestandteile eines menschlichen Körpers sowie des Mageninhalts – sowohl in Wasser als auch in Alkohol löslich sind. Durch Auswaschen und Filtern gelang es Stas, eine tödliche Menge Nicotin zu sichern. Damit belegte Stas die Vergiftung Fougnies durch das Alkaloid.
Weitere Untersuchungen zeigten, dass der Graf sich in seiner Freizeit verstärkt der Chemie und Botanik zugewandt hatte und unter anderem die Schriften Mathieu Orfilas gelesen hatte. Das Nicotin hatte er aus Tabakblättern extrahiert und zu Versuchszwecken damit einige Tiere getötet. Er war nach dem damaligen Kenntnisstand davon ausgegangen, dass das Gift nicht nachweisbar sei.
Aufgrund der zahlreichen Indizien kamen Visart de Bocarmé und seine Frau in Mons vor Gericht. Der Graf beteuerte stets seine Unschuld.
Nach einem dreiwöchigen Prozess wurde Visart de Bocarmé zum Tode verurteilt, seine Frau hingegen freigesprochen. Am 19. Juli 1851 wurde Hippolyte Visart de Bocarmé auf dem Grand-Place in Mons vor zahlreichen Schaulustigen durch die Guillotine hingerichtet.

## Nachgeschichte
Über den von Visart de Bocarmé begangenen Giftmord und Stas’ Untersuchungen berichteten zahlreiche Publikationen zur belgischen Kriminalgeschichte sowie zur Kriminalistik und Toxikologie als Fallbeispiel.
1968 wurde der Fall in einem Teil der belgischen Fernsehserie Beschuldigde sta op verarbeitet. Die Rolle des Grafen Bocarmé übernahm der Schauspieler Bob Van der Veken.
Im Jahr 1972 wurde vom WDR eine Hörspielfassung des Falls unter dem Titel Graf Bocarmé und die Chemie erstellt. Regie führte Edward Rothe.
In den frühen 1990er Jahren zeigte die Brüsseler Comédie Claude Volter das auf dem Fall basierende Theaterstück Nicotine et guillotine.